# Панцирный узкорот
Панцирный узкорот (лат. Dermatonotus muelleri) — вид бесхвостых земноводных семейства узкоротов (Microhylidae). Единственный представитель рода панцирных узкоротов (Dermatonotus). Вид назван в честь Августа Мюллера, который предоставил Оскару Бёттгеру список амфибий и рептилий из Парагвая.

## Распространение
Аргентина — центральное и южное Чако, Бразилия — от Мараньян до Гойаса и Сан-Паулу, Рио-Гранде-де-Сантьяго и провинции Корриентес, восточная Боливия, Парагвай.

## Описание
Длина тела 40—50 мм (самки крупнее самцов). Кожа гладкая, выделяет белый секрет, защищающий животное от паразитов и грибков. Спина окрашена в тёмно-оливковый цвет, бока тёмные с белыми пятнами, живот — с жёлтыми. Тело приземистое, с маленькой головой и короткими лапами, достигающими половины тела. Барабанные перепонки скрыты.

## Образ жизни
Живут под землёй на высотах до 1500 метров над уровнем моря. Как правило, населяют открытые пространства, хотя иногда могут встречаться в лесах и вблизи населенных пунктов. Предпочитают почву насыщенную водой, в которой можно закопаться. Считаются одним из видов хорошо адаптирующихся к изменяющимся условиям жизни в результате человеческой деятельности.
Питаются термитами.

## Размножение
Спаривание происходит во временных водоёмах и мелких прудах (в том числе искусственных). Сезон размножения длится с сентября по февраль.

## Галерея

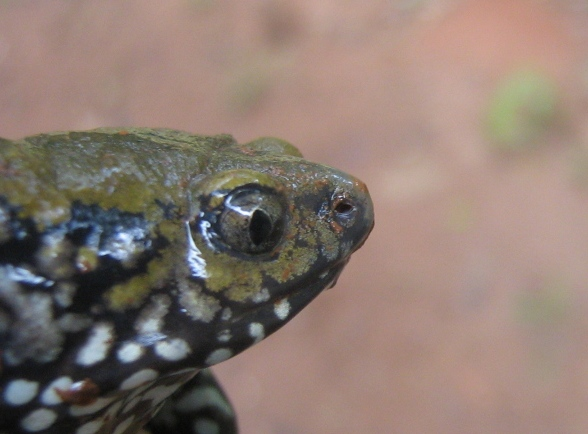
Голова
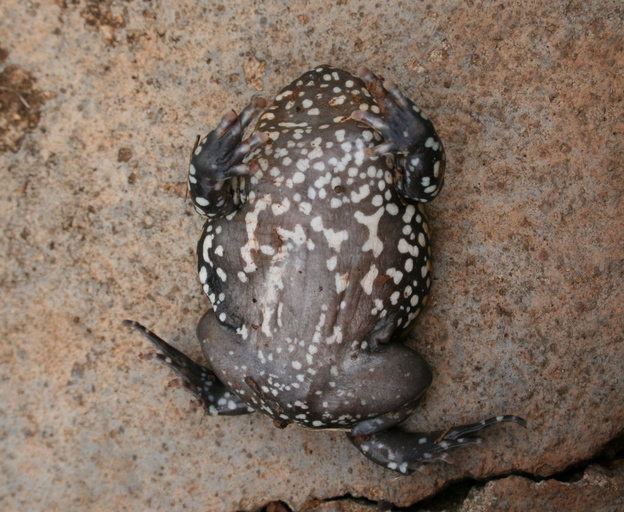
Брюшная сторона тела
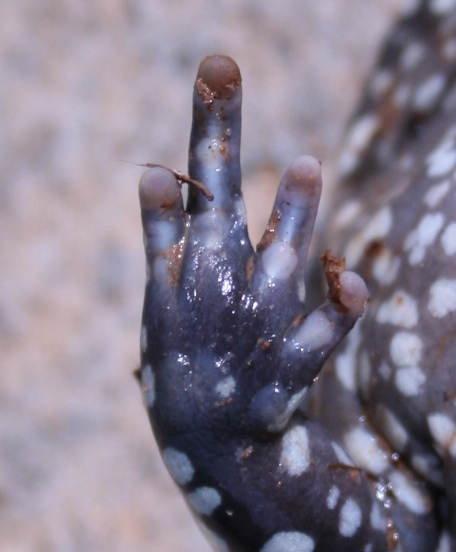
Лапа